# Complexe Podsho Pirim
 (décembre 2023).
 (décembre 2023).
Le complexe Podsho Pirim (ouzbek : Podsho pirim majmuasi) est un monument architectural situé dans le village de Bekobod, dans le district de Buvaydin, dans la région de Ferghana, en Ouzbékistan. Le complexe se compose d'un cimetière, d'un mausolée, d'une darvaza-khana (porte d'entrée) et d'un sanctuaire. La structure principale du complexe est le mausolée de Shah-i Jari (Imam Hazrat-i Shah-i Jari). La majeure partie du complexe a été construite entre les 15e et 16e siècles, mais il existe également des bâtiments datant du 20e siècle.

## Histoire
Le complexe de Podsho Pirim se compose de deux parties. La première partie est une cour rectangulaire allongée transversalement avec un darvaza-khana en forme de dôme du XVe siècle et une mosquée ouverte à l'avant datant du début du XXe siècle. La deuxième partie est une cour polygonale avec des sépultures et un mausolée des XVe – XVIe siècles composé de deux salles (une salle avec une tombe et un sanctuaire). La salle a deux entrées : une par le sanctuaire, l'autre par un portail bas spécial orienté vers le sud.
Le monument a été plusieurs fois reconstruit et rénové. Les parties les plus anciennes des bâtiments du complexe de Podsho Pirim remontent aux XV-XVIe siècles. Selon l'archéologue Iskander Azimov, le mausolée a été construit au XV-XVIe siècle. Le poète Ziyauddin Khokandi, dans ses vers, fait référence au mazar de Hazrat-i Shah-i Jari comme le protecteur suprême de Ferghana. Dans l'histoire du Kokand de Khanate, ce mazar est mentionné à de nombreuses reprises lors de différents événements historiques.
En 1939, l'archéologue Yahya Gulamov, qui a examiné le complexe de Podsho Pirim, a relevé les éléments suivants :

« Le mausolée du mazar se compose de deux salles : une salle avec une tombe et un sanctuaire. L'entrée se fait par le portail principal orienté vers l'ouest. La structure du dôme du sanctuaire ressemble à celle d'une médersa du XVIIIe siècle. La salle avec la tombe possède deux entrées : une par le sanctuaire, l'autre par un portail bas spécial orienté vers le sud. Apparemment, il s'agissait de l'entrée du mausolée, qui a été fermée après l'annexion ou la reconstruction du sanctuaire. Les habitants attribuent la construction du mausolée à Tamerlan. Le vaste territoire du cimetière est recouvert d'une croûte de sel. On y trouve des tuiles brûlées mesurant 54x54x6 centimètres, caractéristiques des sépultures de l'époque de domination mongole en Asie centrale. »

## Architecture
La partie centrale de ce complexe hétérogène est le mausolée de Shohi Jalil - un prédicateur de l'Islam dans la vallée de Ferghana. Après la mort de l'imam, les gens entourèrent sa tombe avec vénération. Par la suite, un mausolée fut érigé au-dessus de la sépulture, et un cimetière se développa progressivement autour. La mosquée, composée d'une salle rectangulaire et d'une véranda à trois côtés avec un plafond plat peint original soutenu par 44 colonnes, représente un type caractéristique de bâtiment cultuel de Ferghana. Le bâtiment rectangulaire (18 x 8 mètres) avec un retrait d'un côté s'étend le long de l'axe nord-sud. L'entrée principale se situe sur l'axe longitudinal et n'est pas particulièrement mise en valeur sur le plan architectural. Le développement longitudinal-axial de la tombe à deux chambres, composée d'une mosquée commémorative (sanctuaire) et d'une chambre plus petite abritant la sépulture, est déjà perceptible à travers les volumes externes[réf. nécessaire].
Le plan du sanctuaire est en forme de croix (5,2 x 5,2 mètres) en raison des profondes niches en forme de lancette disposées dans le plan des murs, tandis que le gurkhona est carré (4,3 x 4,3 mètres). Les intérieurs, ornés de ganch, sont éclairés à travers des fenêtres en forme de lancette, dans lesquelles le pandjara (un treillis décoratif de motif géométrique) a été préservé. Les portes en bois à double battant sont ornées d'un décor sculpté peu profond. Les façades sont finies avec un enduit d'argile-saman.